# Decathlon (videogioco)
Decathlon, presentato anche come The Activision Decathlon, è un videogioco sportivo sul decathlon, progettato da David Crane e pubblicato nel 1983 per Atari 2600 e nel 1984 per Atari 5200, Atari 8-bit, ColecoVision, Commodore 64 e MSX dalla Activision.
Il campione olimpico Bruce Jenner prestò la sua immagine alle pubblicità statunitensi della versione Atari 2600.
Caratteristica fondamentale del gioco è che la velocità dell'atleta si ottiene smanettando più rapidamente possibile i controlli; sebbene l'idea non fosse nuova, Decathlon insieme all'arcade Track & Field rese celebre questo metodo, successivamente utilizzato da molti titoli sportivi. Per le forti sollecitazioni a cui si sottopone la leva di comando, Decathlon venne definito uno "scassajoystick".

## Modalità di gioco
Fino a 4 giocatori possono competere per il massimo punteggio totale in una gara di decathlon completo oppure su una sola disciplina a scelta.
Tutte le discipline si basano sul raggiungimento di velocità elevate tramite il cosiddetto "smanettamento", ossia l'oscillazione a ritmo frenetico dei controlli a destra e sinistra. Un indicatore a barra graduata mostra una misura della velocità raggiunta attualmente. Tempi e risultati ottenibili nella pratica sono paragonabili a quelli dello sport vero.
Sono presenti esattamente le 10 discipline del decathlon ufficiale, nello stesso ordine, ovvero:
- 100 metri piani - consiste nel solo smanettamento
- salto in lungo - con lo smanettamento si prende velocità, dopodiché occorre soltanto precisione nel selezionare il momento del salto
- getto del peso - il metodo è lo stesso del salto in lungo, ma con una rincorsa breve
- salto in alto - si effettua un Fosbury sempre con lo stesso metodo del salto in lungo
- 400 metri piani - consiste nel solo smanettamento
- 110 metri ostacoli - con lo smanettamento si prende velocità e con il pulsante si saltano gli ostacoli; sbagliare un ostacolo fa perdere tutta la velocità accumulata
- lancio del disco - stesso metodo del salto in lungo
- salto con l'asta - con lo smanettamento si prende velocità, con una prima pressione del pulsante si abbassa l'asta e con una seconda ci si stacca dall'asta
- lancio del giavellotto - stesso metodo del salto in lungo
- 1500 metri piani - consiste nel solo smanettamento, per un tempo piuttosto lungo

Alle gare di corsa, esclusa la versione Atari 2600, possono partecipare anche due giocatori contemporaneamente. Quando c'è un giocatore solo appare comunque un secondo corridore controllato dal computer.
La schermata di gioco è simile per tutte le discipline: l'atleta è visto di profilo, sulla pista con effetto di profondità e con lo sfondo delle tribune in lontananza, e la corsa o il lancio avvengono con scorrimento verso destra.

## Materiali
All'epoca l'Activision spediva delle medaglie di stoffa di Activision Decathlon, che rappresentano oro, argento o bronzo, a chi raggiungeva determinate soglie di punteggio e lo dimostrava inviando all'azienda una fotografia dello schermo.
Negli USA era disponibile per posta in offerta speciale un guanto da atletica di The Activision Decathlon, con la firma di Bruce Jenner.